# Jidōhanbaiki

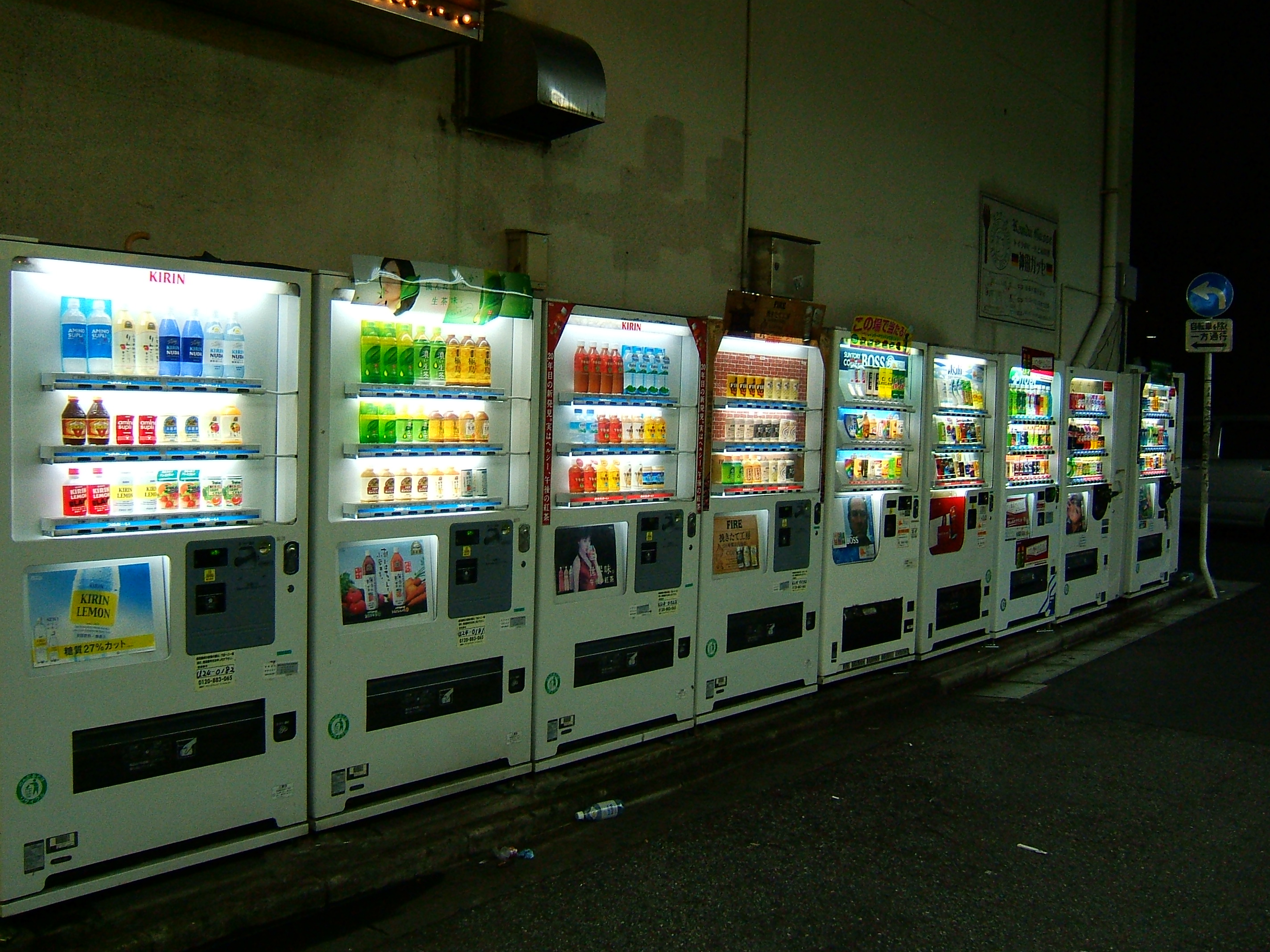
Rangée de jidōhanbaiki dans une rue de Tōkyō.

Jidōhanbaiki (自動販売機), couramment abrégé en jihanki (自販機), est un terme japonais désignant les distributeurs automatiques. Au Japon, principalement à Tōkyō, on en trouve un grand nombre proposant boissons et cigarettes.

## Histoire
Le premier distributeur automatique connu apparaît au Ier siècle, durant la période romaine de l'Égypte. Il est l'œuvre de Héron d'Alexandrie, ingénieur et mathématicien grec. Il se présente sous la forme d'une machine automatique à monnayeur permettant l'écoulement d'eau bénite déclenché par l'introduction d'un drachme dans un vase percé d'une fente. L'invention est remise au goût du jour au XVIIe siècle, en Angleterre, puis diffusée en Europe et en Amérique du Nord. Les automates sont alors conçus pour la vente de cigarettes, de timbres, de livres ou de confiseries. Au Japon, le premier jidōhanbaiki — ou, sous forme abrégée, jihanki —, destiné à la vente de cigarettes, est breveté en 1888, par l'inventeur Tawaraya Takashichi (1854-1912) de la préfecture de Yamaguchi. Seize ans plus tard, il met au point un distributeur automatique en bois de timbres-poste et de cartes postales. Le défaut de fiabilité de l'appareil ne permettant pas son exploitation commerciale, ce n'est qu'à partir de 1938 que des distributeurs de timbres postaux sont effectivement mis en service dans le pays,.
La production à l'échelle industrielle de distributeurs automatiques se développe en Europe et aux États-Unis après la Seconde Guerre mondiale. Elle démarre au Japon dans les années 1960 avec, en 1967, la mise en place par la société nationale des chemins de fer de distributeurs automatiques de billets de train. Dans l'archipel nippon, l'installation d'automates en grand nombre comble la pénurie de main-d'œuvre en pleine période de boom économique, contient le coût du travail et améliore le service du commerce de détail par la disponibilité permanente de divers produits manufacturés courants. À partir de l'année 1999, environ 5,5 millions de distributeurs automatiques sont en service sur tout le territoire. Le Japon se hisse alors — devant les États-Unis — en tête de liste des pays dans lesquels le taux de pénétration d'automates est élevé.

## Économie
Fin 2017, on comptait 4 271 400 distributeurs automatiques au Japon, dont 57 % de distributeurs de boissons (avec une nouvelle méthode de calcul). En 2013, 5 094 000 distributeurs automatiques étaient répartis sur l'ensemble du territoire japonais, soit une machine pour 25 habitants. À titre de comparaison, la même année, 6 450 900 distributeurs étaient en service aux États-Unis. Le nombre de distributeurs serait en baisse du fait de la concurrence des konbini.
En 2000, les 5,6 millions de distributeurs en service — un pic historique — ont généré un chiffre d'affaires de 7 000 milliards de yens (environ 70 milliards d'euros), contre 5 600 milliards en 2008 (environ 40 milliards d'euros).
Entre 40 % et 50 % des boissons totales vendues au Japon le seraient par le biais de ces distributeurs[réf. nécessaire].